# Чимбаронго
Чимбаронго (исп. Chimbarongo) — город в Чили. Административный центр одноимённой коммуны. Население — 13795 человек (2002).   Город и коммуна входит в состав провинции Кольчагуа и области Либертадор-Хенераль-Бернардо-О’Хиггинс.
Территория — 498 км². Численность населения — 35 399 жителя (2017). Плотность населения — 71,1 чел./км².

## Расположение
Город расположен в 67 км на юго-запад от административного центра области города Ранкагуа и в 15 км на юго-запад от административного центра провинции  города Сан-Фернандо.
Коммуна граничит:
- на северо-востоке — c коммуной Сан-Фернандо
- на юге — c коммуной Тено
- на западе — c коммунами Нанкагуа, Чепика
- на северо-западе — c коммуной Пласилья

## Демография
Согласно сведениям, собранным в ходе переписи 2017 г  Национальным институтом статистики (INE),  население коммуны составляет:
| Полное население                          | Полное население                          | Полное население                          | Полное население                          | Полное население                          | 35 399 |
| ----------------------------------------- | ----------------------------------------- | ----------------------------------------- | ----------------------------------------- | ----------------------------------------- | ------ |
| в том числе:                              | Городское население                       | 20 486                                    | Процент городского населения, %           | 57,87                                     |        |
|                                           | Сельское население                        | 14 913                                    | Процент сельского населения, %            | 42,13                                     |        |
|                                           | Мужское население                         | 17 824                                    | Процент мужского населения, %             | 50,35                                     |        |
|                                           | Женское население                         | 17 575                                    | Процент женского населения, %             | 49,65                                     |        |
| Плотность населения, чел/км²              | Плотность населения, чел/км²              | Плотность населения, чел/км²              | Плотность населения, чел/км²              | Плотность населения, чел/км²              | 71,1   |
| Население коммуны в % к населению области | Население коммуны в % к населению области | Население коммуны в % к населению области | Население коммуны в % к населению области | Население коммуны в % к населению области | 3,87   |

| Динамика изменения населения коммуны | Динамика изменения населения коммуны | Динамика изменения населения коммуны | Динамика изменения населения коммуны |
| ------------------------------------ | ------------------------------------ | ------------------------------------ | ------------------------------------ |
| 1992                                 | 2002                                 | 2012                                 | 2017                                 |
| 30665                                | 32316▲                               | 35664▲                               | 35399▼                               |

### Важнейшие населенные пункты коммуны
- Чимбаронго (город) — 13795 жителей
- Тингиририка(поселок) — 2170 жителей